# Kate Webster
Catherine Lawler (Killanne, Wexford, 1849 - Londres, 1879) foi uma criminosa irlandesa. Kate tinha o nome de batismo de Catherine Lawler e após um histórico de roubo e prostituição, mudou seu nome para Kate Webster. 

## O crime
Em janeiro de 1879 Kate foi contratada como governanta por Julia Martha Thomas, uma viúva "idosa" de 55 anos (para a época) que morava em Richmond, oeste de Londres, próximo ao Rio Tâmisa.
O relacionamento das duas, à medida que ambas se conheciam melhor, tornava-se cada vez menos amistoso. Na noite de 2 de março de 1879, depois de ser admoestada pela patroa por causa de sua suposta embriaguez, Kate a empurrou escada abaixo e depois a estrangulou. Ato contínuo, Kate Webster, usando uma faca de cozinha e um serrote de carne, esquartejou o corpo da patroa e ferveu suas partes, oferecendo uma "sopa macabra" para as crianças pobres do bairro.
As outras partes do corpo de Julia foram postas numa caixa e atiradas no rio Tâmisa, com exceção da cabeça e de um dos pés, que não couberam na caixa; o pé foi jogado num terreno próximo, e a cabeça, num local secreto. Dias depois do crime, a caixa foi encontrada sob a ponte de Barnes; logo depois, foi a vez do pé.
Os jornais londrinos trataram o caso como "o mistério de Barnes". Assim o crime teria permanecido, se Kate Webster não fosse presa por se passar pela patroa portando suas joias.
Em julho de 1879, Kate foi condenada à morte pela forca, mesmo sem a confirmação dos restos mortais, pois a cabeça não foi encontrada para a finalização completa do caso.

## Conclusão do caso
Em 2010, nas obras de reforma e ampliação da casa do apresentador da TV BBC, David Attenborough, os operários encontraram um crânio humano. O local era, na época do crime, um pub muito frequentado por Kate Webster. Esta informação e as análises feitas através do carbono 14 concluíram ser a cabeça de Julia Martha Thomas. Desta feita, a Scotland Yard pôde concluir o caso, afirmando que a viúva foi morta por asfixia e uma grande pancada em sua têmpora, 132 anos após a fatídica noite de domingo, 2 de março de 1879.